# Jägerzeile

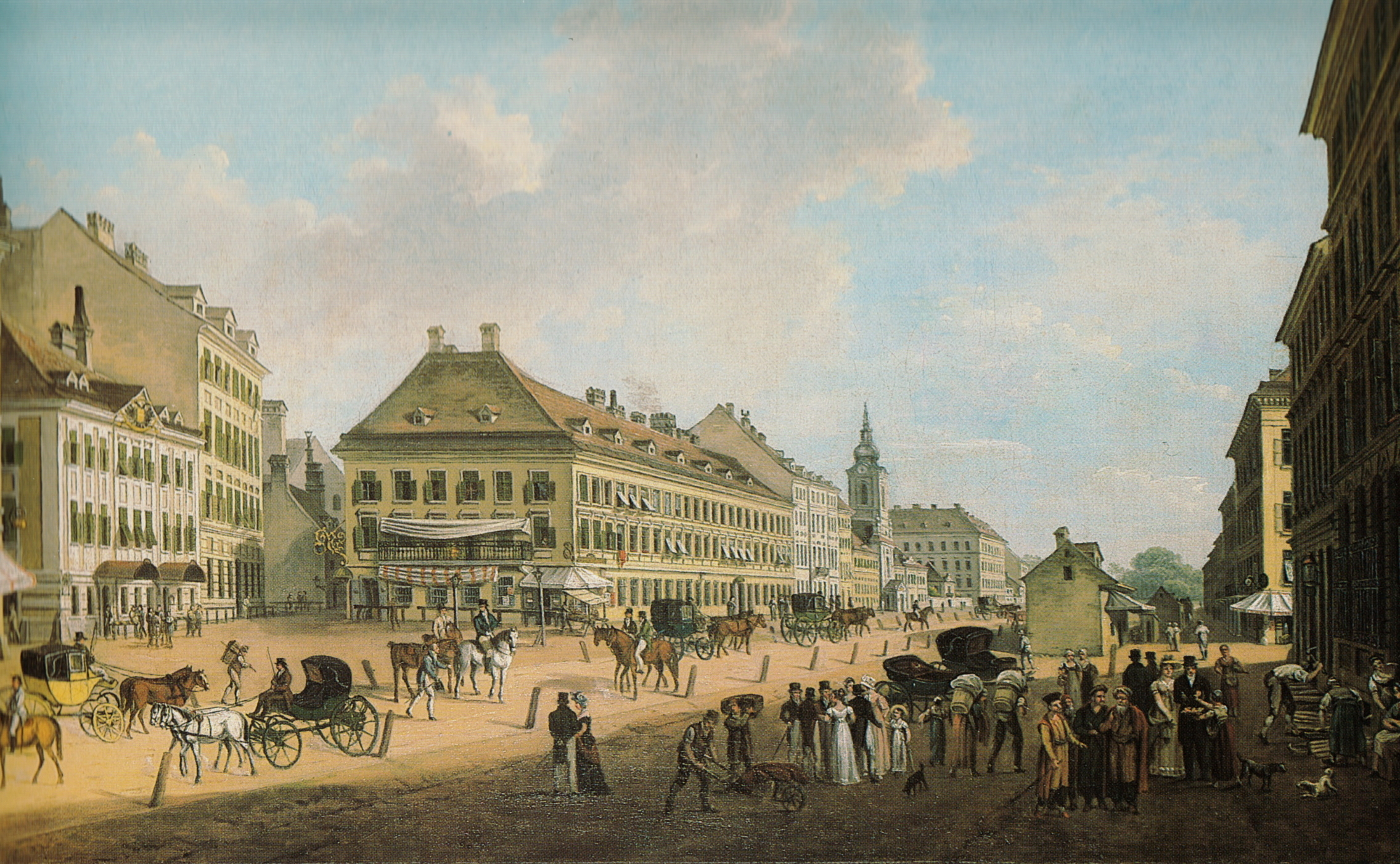

Jägerzeile est une ancienne commune indépendante qui fait aujourd'hui partie de Leopoldstadt, le deuxième arrondissement de Vienne, en Autriche.